# Max Abegglen
Pour les articles homonymes, voir Abegglen.
Max Abegglen est un joueur et entraîneur de football suisse né le 11 avril 1902 à Neuchâtel et décédé le 25 août 1970 à Zermatt. Il était surnommé « Xam » et a transmis ce surnom au club dont il a été l'un des fondateurs, le FC Xamax. On l'appelait aussi Abegglen II pour le distinguer de ses frères André (Abegglen III) et Jean (Abegglen I), également attaquants suisses.
Max Abegglen a notamment remporté la médaille d'argent aux Jeux olympiques d'été de 1924 avec l'équipe de Suisse de football.

## Biographie
Max Abegglen naît le 11 avril 1902 à Neuchâtel, d’un père bernois qui achète la bourgeoisie de Neuchâtel en 1916. Cette même année, il fonde avec des amis le club à qui il a donné son nom: le FC Xamax. En 1921, il rejoint pour une saison le FC Cantonal Neuchâtel, avant de partir au Lausanne-Sports. En 1923, il s’exile à Zurich, où il joue de nombreuses saisons au Grasshopper Club Zurich.
En 1922, il fête sa première sélection avec la Suisse. En 1924, il remporte, avec la sélection olympique la médaille d’argent. Il participe également au tournoi olympique de 1928. En quinze ans, il reçoit en tout 68 capes et marque 34 buts, ce qui en fait le deuxième meilleur buteur de l’histoire de sa sélection, à égalité avec le Tessinois Kubilay Türkyılmaz, derrière le Bâlois Alexander Frei.
Il met un terme à sa carrière de footballeur en 1941, après avoir remporté cinq titres de champion de Suisse et huit coupes de Suisse avec Grasshopper, et se consacre complètement à sa profession d’ingénieur.
Il meurt le 25 août 1970 à Zermatt,.

Abbegglen (premier à droite) comme entraîneur du FC Töss 1928.

De 1925 à 1933, Xam Abbegglen fut pendant huit ans l'entraîneur du FC Töss (de Winterthour), qui jouait dans la Serie Promotion. Lorsque les performances de l'équipe ont commencé à décliner ces dernières années, il a démissionné de ce poste.

## Palmarès
- Médaillé d'argent aux Jeux olympiques en 1924 avec la Suisse
- Champion de Suisse en 1927, 1928, 1931, 1937 et 1939 avec le Grasshopper Club Zurich
- Vainqueur de la coupe de Suisse en  1926, 1927, 1932, 1934, 1937, 1938, 1940 et 1941 avec le Grasshopper Club Zurich